# Planina Kunićka
Planina Kunićka – wieś w Chorwacji, w żupanii karlowackiej, w gminie Netretić. W 2011 roku liczyła 3 mieszkańców.